# Mercedes Siles Molina
Mercedes Siles (Jaén, 1966) és una matemàtica andalusa, catedràtica d'Àlgebra de la Universitat de Màlaga, especialitzada en àlgebra no commutativa; més concretament en àlgebres no associatives i teoria d'anells. Ha estat presidenta del Comitè Espanyol de Matemàtiques i vicepresidenta de la Reial Societat Matemàtica Espanyola. Va ser directora general de l'Agència Nacional d'Avaluació de la Qualitat i Acreditació (ANECA) entre 2020 i 2023.